# Пирацетам
Пирацетамът е циклично производно на гама-аминомаслената киселина.

## Описание
Като медикамент се използва при нарушение на паметта, липса на концентрация и мотивация, подпомага възстановяването на когнитивните способности в резултат на увреждания на главния мозък, дължащи се на хипоксия, интоксикация или електроконвулсивна терапия. Няма седативен или психостимулиращ ефект.

## Начин на действие
Пирацетамът взаимодейства с полярните глави във фосфолипидния слой на клетъчната мембрана и образува подвижни комплекси, като се повишава мембранният флуидитет.
Доказано е, че на васкуларно ниво лекарството намалява адхезията на еритроцитите към съдовия ендотел и стимулира производството на простациклини в ендотела.

## Противопоказания
Пирацетамът не трябва да се приема от хора със свръхчувствителност към него, страдащи от болестта на Хънтингтън, хронична бъбречна недостатъчност в краен стадий, претърпели хеморагичен инсулт, както и от деца под 3-годишна възраст.